# Leonardo Rossi
Leonardo da Giffoni OFM, auch: Leonardo (de) Rossi, Leonardus de Rossi, Leonardo de Rubeis (* um 1335 in Giffoni Valle Piana, Kampanien; † nach 17. März 1407 in Avignon) war Generalminister des Franziskanerordens und geistlicher Schriftsteller.

## Leben
Leonardo Rossi wurde um 1335 in Giffoni Valle Piana nahe Salerno geboren. Wann er in den Franziskanerorden eintrat und wann er zum Priester geweiht wurde, ist nicht bekannt.
Rossi erreichte im Jahr 1360 den theologischen Magistergrad in Cambridge; durch seine Begabung hatte er einen guten Ruf. Im Orden wurde er Provinzialminister für die Konvente in der historischen Region Terra di Lavoro in Kampanien. 1373 wurde er auf dem Generalkapitel von Toulouse zum Generalminister des Franziskanerordens gewählt. Papst Gregor XI. bestätigte seine Wahl am 5. Juni 1373. Die weitere Entwicklung wurde vom Abendländischen Schisma bestimmt. Papst Urban VI. in Rom ernannte Rossi nach dem Ausbruch des Schismas zum Kardinal, auch um ihn auf seine Seite zu ziehen. Rossi aber lehnte auf Einfluss der Königin Giovanna I. von Neapel hin ab und schlug sich auf die Seite der in Avignon residierenden Gegenpäpste. Urban VI. setzte ihn daraufhin 1378 als Generalminister ab. Rossi wurde am 1. Januar 1379 von Gegenpapst Clemens VII. zum Gegenkardinal ernannt, wenig später auch zum Gegen-Generalminister des Franziskanerordens, der durch das Schisma ebenfalls gespalten war.
Bedienstete Neapels warfen Rossi nun vor, sie durch Intrigen auf die Seite des Gegenpapstes Clemens VII. in Avignon gebracht zu haben. Königin Giovanna I. von Neapel, als deren Berater Rossi seit dem Jahr 1374 belegt ist, wurde vom römischen Papst Urban VI. abgesetzt und Neapel von Karl von Durazzo erobert. Rossi wurde als Anhänger Clemens’ VII. verurteilt. Daraufhin wurde Rossi im September 1381 unter anderem mit Giacomo d’Itri zur Abjuration gezwungen und Anfang 1382 bis Juni 1386 eingekerkert.
Im Mai 1387 kehrte Leonardo zur avignonesischen Kurie zurück. Ludwig I. von Anjou und Papst Clemens VII. halfen ihm, sich zu rehabilitieren, sodass er seine diplomatische Tätigkeit wieder aufnehmen konnte. Ende des 14. Jahrhunderts verfasste Rossi verschiedene Abhandlungen zur Beilegung der Kirchenspaltung. Seine Schrift Utrum via renuntiationis (1395) war im Geheimen beauftragt durch Gegenpapst Benedikt XIII. Letzterer hatte Rossi und den Kardinal Martin de Salva auch damit beauftragt, für eine via conventionis (Einigung der Päpste untereinander, wer Papst bleiben wird) und gegen eine Zession (Rücktritt der Päpste) zu argumentieren. Rossi bemängelte in seiner Schrift die Voreingenommenheit und Bestechlichkeit der Teilnehmer eines potentiellen Konzils beider Päpste (vergleiche : Konzil von Pisa, 1409). Doch noch im selben Jahr schloss er sich der Mehrheit im Kardinalskollegium wieder an, wandte sich also gegen den Gegenpapst und verfasste im Juli 1398 die Schrift Ex septuplici modo videtur, worin er Benedikt XIII. der Häresie beschuldigte. Im Jahr 1403 oder schon vorher wechselte Rossi wiederum auf die Seite des avignonesischen Gegenpapstes.
Am 17. März 1407 wurde Rossi zu einem Treffen in Marseille eingeladen, wo das zukünftige Treffen des Papstes Gregor XII. mit dem avignonesischen Gegenpapst Benedikt XIII. vorbereitet wurde. Nach diesem Treffen starb Leonardo da Rossi zu einem unbekannten Zeitpunkt, möglicherweise in Avignon.